# Johann III. (Nürnberg)
Johann III. von Nürnberg (* um 1369; † 11. Juni 1420) war Burggraf von Nürnberg von 1397 bis 1420 und Markgraf von Brandenburg-Kulmbach von 1398 bis 1420.

## Leben
Johann III., aus dem Haus der Hohenzollern, war der ältere Sohn von Burggraf Friedrich V. von Nürnberg und dessen Gemahlin Elisabeth von Meißen und damit der Bruder von Burggraf Friedrich VI. von Nürnberg, dem späteren Kurfürsten Friedrich I. von Brandenburg.
Schon 1375 wurde er mit Margaretha, einer Tochter Kaiser Karls IV. und Schwester des späteren römisch-deutschen Königs Wenzel und des späteren Kaisers Sigismund, verlobt. 1385 beschloss Burggraf Friedrich V. seine Söhne an der Regierung teilhaben zu lassen und verfügte in der sogenannten Dispositio Fridericiana über die künftige Landesteilung zwischen den beiden. 1396 nahm Johann III. an der Seite seines Schwagers Sigismund an der Schlacht von Nikopolis in Bulgarien teil, wobei er diesem das Leben rettete. Nach der Abdankung seines Vaters 1397 regierte er einige Jahre gemeinsam mit seinem Bruder. Spätestens 1403 wurde die Erbteilung gemäß der Verfügung des Vaters vollzogen, Burggraf Johann III. erhielt dabei das Fürstentum ob dem Gebirg und richtete seine Residenz in der Plassenburg ob Kulmbach ein.
Seit etwa 1390 zählte Burggraf Johann zu den engsten Vertrauten König Wenzels und versuchte den energielosen Luxemburger zu mehr Tätigkeit im Reich anzuspornen. Trotzdem konnte er dessen Absetzung im Jahr 1400 nicht verhindern. Während Johanns Bruder Friedrich sich stark in Reichsangelegenheiten engagierte und nach seiner Erhebung zum Kurfürsten von Brandenburg häufig in der Mark Brandenburg gebunden war, kümmerte er sich meist um die Belange seines fränkischen Besitzes. Im Jahr 1413 gründete er das St. Erhard geweihte Kloster an der südlichen Stadtmauer von Neustadt am Kulm.
Da Johann III. ohne männlichen Nachkommen starb, ging trotz der Erbteilung das Fürstentum Kulmbach an seinen Bruder Friedrich VI. über. Wenngleich sich auch in der Folgezeit immer wieder Personalunionen ergaben, wurde die Erbteilung von Friedrich V. beibehalten. Johann III. starb am 11. Juni 1420 und fand im Münster Heilsbronn seine letzte Ruhe.

## Nachkommen
Aus der 1387 geschlossenen Ehe mit seiner Frau Margaretha (1373-1410), der Tochter Kaiser Karls IV. und seiner vierten Ehefrau Elisabeth, ging nur die Tochter Elisabeth hervor, die sich 1406 mit dem Grafen Eberhard von Württemberg verheiratete.